# Социальные проблемы
Социа́льные, или обще́ственные пробле́мы — вопросы и ситуации, которые прямо или косвенно влияют на человека и, с точки зрения значительного числа членов общества, являются достаточно серьёзными проблемами, требующими коллективных усилий по их преодолению.

## Виды социальных проблем
Конкретный перечень социальных проблем отличается в разное время и в разных обществах, причём дискурс их восприятия и представления со временем меняется.
Актуальными социальными проблемами в разных странах являются:
- бедность и социальное неравенство;
- алкоголизм и наркомания;
- преступность;
- одиночество;
- социальное сиротство;
- состояние здоровья населения, в частности распространение ВИЧ/СПИДа/Венерические заболевания.

## Возникновение понятия
Словосочетание «социальная проблема» появилось в западноевропейском обществе в начале XIX века и первоначально использовалось для обозначения одной конкретной проблемы — неравномерного распределения богатства.

## Подходы к исследованию
- Социальной патологии[5]
- Традиционные социологические подходы к социальным проблемам:
  - Подход социальной дезорганизации[5]
  - Функционалистский подход[5]
- Альтернативные направления в социологии социальных проблем:
  - Объективистские подходы[5]
  - Конструкционистский подход[5]